# リヒャルト・ゾルゲ
リヒャルト・ゾルゲ（ドイツ語: Richard Sorge, ロシア語: Рихард Зорге, 1895年10月4日 - 1944年11月7日）は、ソビエト連邦のスパイ。1933年（昭和8年）から1941年（昭和16年）にかけてゾルゲ諜報団を組織して日本で諜報活動をおこない、ドイツと日本の対ソ参戦の可能性などの調査に従事していたが、ゾルゲ事件の首謀者として日本の警察機関によって逮捕され、刑事裁判で治安維持法および国防保安法違反により死刑判決を受け、処刑された。

## 生涯

### 生い立ち
石油会社に勤めコーカサスで仕事をしていたドイツ人鉱山技師のヴィルヘルムとロシア人ニーナとの間に9人兄弟の1人として、ロシア帝国バクー県のサブンチで生まれる。ヴィルヘルムは石油精製の知見を買われて招かれ、採掘機械工場を設立してこの地でニーナと結婚した。
父方の大叔父フリードリヒ・アドルフ・ゾルゲ（Friedrich Adolf Sorge）はカール・マルクスの秘書であり、ハーグ大会後の第一インターナショナル・ニューヨーク本部の書記長であった。
3歳の時に父は工場を売却して、ゾルゲを含めた家族とともにベルリンに移住した。ベルリンのリリエンタールギムナジウム（当時の名称はオーバーレアルシューレ）に1902年から1914年まで在籍し、途中1年の留年を経験している。自身の「獄中手記」では、歴史や哲学、文学、政治学は得意だったが、他の教科は「通常以下」で、学校の規則を守らずめったに口をきかない生徒だったと記している。

### スパイになるまで
1914年10月に第一次世界大戦が勃発すると、学校の卒業を待たずにゾルゲはドイツ陸軍に志願した。軍役中にゾルゲは3度負傷する。1916年3月に西部戦線で両足に重傷を負う。この負傷は重く、野戦病院に入院（その後除隊）することとなった。入院していた時にキール大学で社会学を専攻する従軍看護婦から社会主義理論を聞かされる。向学心が芽生えたゾルゲに対し、この看護婦とその父親は、社会主義、革命、美術史、歴史などゾルゲが関心を示した分野に文献の提供を惜しまなかった。
1917年11月にロシア革命が起こり、ゾルゲは衝撃を受ける。第一次世界大戦の終戦前からベルリン大学で哲学書を読み、1918年1月に正式に軍を除隊になるとキール大学に入学した。キール大学時代にドイツ独立社会民主党に入党する。
1919年にハンブルク大学に移る。同年10月にドイツ共産党に入党する。1920年に国家学の博士号を取得した。論文のテーマは賃金問題だったという。
その後、アーヘンの高等学校で教員となるも、1921年末には政治論争をおこなったことから解職される。炭鉱作業員に転じて、職場に共産主義組織を立ち上げる。しかしアーヘンでの就職が困難となり、フランクフルト・アム・マインに移ってフランクフルト大学社会学部助手となった。1922年にイルメナウで開かれた第1回マルクス主義研究集会に参加し、記念の集合写真では留学中だった福本和夫と一緒に写っている。
1924年4月にフランクフルト・アム・マインで開催されたドイツ共産党大会に参加した際、ソ連から派遣されたコミンテルン幹部であるオシップ・ピアトニツキー、ドミトリー・マヌイリスキー、ソロモン・ロゾフスキー、オットー・クーシネン の警護と接待を担当した。彼らは親しくなったゾルゲにコミンテルンでの勤務を勧誘した。ゾルゲは同年末にモスクワに移り、1925年からコミンテルンに所属した。コミンテルン勤務とともに、ピアトニツキーによりゾルゲの党籍はソビエト連邦共産党に変更された。
コミンテルンでは各国の党から送られてくる情報などを基にした報告・分析活動が中心であった。ヨーロッパの現地視察をおこなったほか、作成した報告を書籍として刊行もしている。
1929年5月、ゾルゲはコミンテルンを離れ、軍事諜報部門である労農赤軍参謀本部第4局に所属を変更した。この所属変更の理由として、ゾルゲ自身は日本の検察の訊問調書において、コミンテルンでは諜報活動ができないこと、世界革命の見通しが裏切られたこと、ソ連における一国社会主義路線への転換を挙げている。ヨシフ・スターリンの政権掌握後、コミンテルンはセクト主義に傾斜し、それに反対する人員は組織を追われたが、ゾルゲもその一人だったという指摘がある。

### 上海でスパイ活動開始

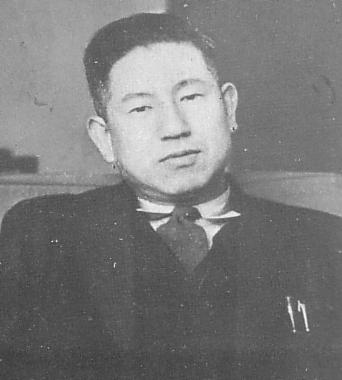
尾崎秀実

赤軍に移ったゾルゲは、上司のヤン・ベルジンとの話し合いにより、中華民国の上海に赴くことになる。その使命は、蔣介石政権に派遣されていたドイツの軍事顧問団の情報収集のほか、中華民国の内政外交や中華民国に対する日本・イギリス・アメリカ合衆国の外交政策など調査対象は多岐にわたっていた。1929年末にモスクワを発ち、1930年より1932年まで上海で諜報活動をしながら自分に協力するグループを築いた。
なおこの頃「ラムゼイ」というコードネームを与えられている。
半年程度で現地の指導的立場となり、中華民国全土に情報網を持つに至った。活動は漢口、南京、広東、北京、そして1932年に満州国として独立することとなる満州地方などを中心にして行われている。ゾルゲ自身も各地を巡り、中華民国および日本の政治、歴史、文化に関する書物を読み、両国の言葉も学習し、アジア問題に通じるようになった。上海におけるゾルゲ諜報団の日本人は、尾崎秀実、鬼頭銀一、川合貞吉、水野成、山上正義、船越寿雄であった。
上海では、仕事を通じて当時中国共産党の毛沢東に同行取材するなど活躍していたアメリカ人左翼ジャーナリストのアグネス・スメドレーと知り合う。スメドレーはゾルゲが中華民国を去るまで彼のスパイ組織の一人として活動した。朝日新聞記者だった尾崎秀実とは、アメリカ共産党から派遣された鬼頭銀一から紹介を受けて知り合った。水野成をゾルゲに紹介したのも、尾崎ではなく鬼頭である。ゾルゲは、ドイツの軍事顧問団長のハンス・フォン・ゼークトや蔣介石から軍事情報を入手し、蒋介石軍の飛行機を爆破し、武器を略取するなど、中国共産党を支援した。また、オットー・ブラウンやゲアハルト・アイスラーら、コミンテルンから中国共産党に派遣されたドイツ人顧問とも接点を持った。のちに核兵器情報をソ連にもたらしたことで知られる、ウルスラ・クチンスキーはゾルゲの助手かつ愛人であった。
ゾルゲは1932年1月には日中両軍が衝突した第一次上海事変を報道した。同年12月にモスクワに戻る。
上海共同租界工部局イギリス警察は1932年1月頃から、ゾルゲをソ連のスパイではないかと疑い始め、その後捜査を進めた結果、1933年5月にゾルゲをソ連のスパイとほぼ断定した。

### 日本でのスパイ活動

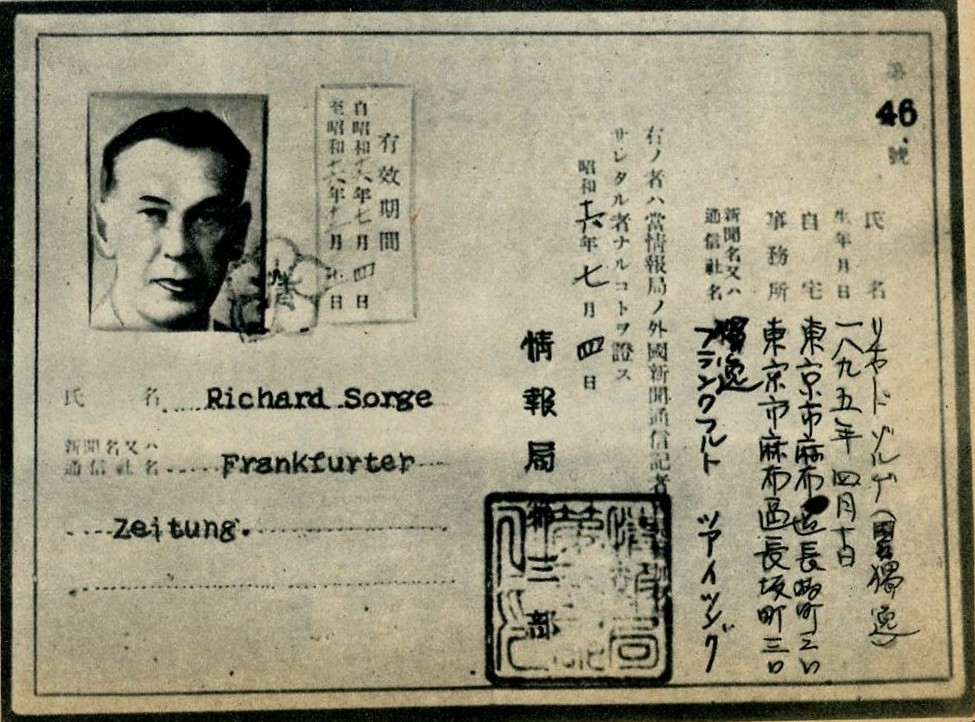
ゾルゲの外国通信員身分証明票

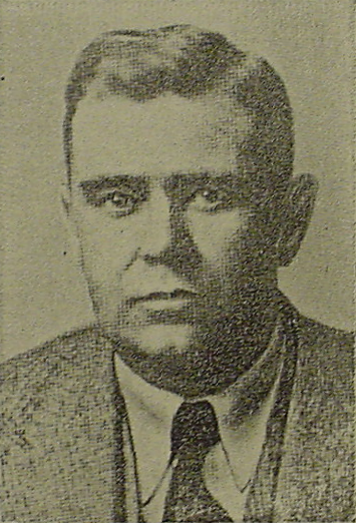
マックス・クラウゼン

1933年、次にゾルゲに出された指示は日本での活動だった。その主な内容は日本の対ソ政策や軍備の動向、日独関係（ナチスが政権を握ったのはこの年1月だった）や日本の対中国政策などの調査だった。ゾルゲはまずドイツに赴いてからアメリカ経由で日本に向かった。ドイツでゾルゲは地政学者のカール・ハウスホーファーらから駐日ドイツ大使館員への紹介状を得る。職業をジャーナリストとしたドイツのパスポートも入手した。
来日前に『フランクフルター・ツァイトゥング』の特派員となったという記述もあるが、1941年の逮捕後に当時の日本支局代表者がドイツ外務省に出した書簡では、ゾルゲと正式な特派員契約を交わしたことはなく、ゾルゲを寄稿者として利用するようになったのも1936年2月にゾルゲからベルリンの本社に宛てた売り込みの手紙を受け取ってからであるとしている。1933年9月6日にゾルゲはバンクーバー発のカナダ客船で横浜港に到着し、日本での活動を開始する。
ゾルゲは寄稿記者ながらジャーナリストとして駐日ドイツ大使館で信頼を得ていった。来日間もない1933年秋に東京からナチスに入党申請し、1934年10月に正式なナチス党員となった。
日本におけるドイツ人社会で、日本通かつナチス党員として知られるようになっていたゾルゲは、駐日ドイツ大使館付陸軍武官補のオイゲン・オットの信頼を得た。彼は来日前に『テークリッヘ・ルントシャウ』紙論説委員であるツェラーの紹介状を入手していた。政治的逃避のため日本に派遣されることになった当時のオット中佐は日本に関する知識がほとんどなく、そのため日本の政治などに関して豊富な知識とコネクションを持ったゾルゲとの出会いを喜んだ。
一方、ゾルゲよりも先に来日していたユーゴスラビア人のブランコ・ド・ヴーケリッチ（当初はユーゴスラビアの新聞『ポリティカ』特派員、1935年にフランスのアヴァス通信社東京支局に移籍）、ゾルゲより少し遅れて帰国したアメリカ共産党員の洋画家宮城与徳と接触を持って諜報団のメンバーとした。ソ連との交信のための無線通信士としてブルーノ・ヴェントという人物があてがわれたが、ゾルゲはその能力や性格に問題があると判断し、上海でもともに活動したドイツ人無線技士のマックス・クラウゼンの派遣を要請、クラウゼンは1935年12月に来日した。
だが、ゾルゲは日本の政府や軍の最高レベルでの決定事項を探ることのできる人材を欠いていた（ヴーケリッチや宮城は諜報活動に未熟で人脈もなかった）。そこでゾルゲは、当時大阪朝日新聞に勤務していた尾崎秀実をその任に充てることとし、1934年春に奈良の猿沢池で尾崎と再会、尾崎はゾルゲの依頼を受け入れた。尾崎は1934年秋に朝日新聞社の東亜問題調査会勤務となり、東京に転勤する。
こうしてゾルゲは少しずつ諜報網と情報源を築いていったが、来日から1935年までは「積極的な活動をするための土台を作るのに精いっぱい」であり、「任務を遂行するどころの話ではな」かったと後の手記に記している。
クラウゼン・尾崎以外のメンバーの役割は、ヴーケリッチは同盟通信社や外国通信各社 での検閲前のニュース収集と、集めた資料の写真撮影（マイクロフィルムに焼いた）、宮城は日本人協力者からの情報収集、資料の英訳、および尾崎とゾルゲの連絡だった。集まった資料の分析と報告はゾルゲ一人が担い、短いものはクラウゼンが自作した無線機による無線通信、長文の報告書はマイクロフィルムにして駐日ソ連大使館のクーリエに託された。無線通信の場合は、文章を数字に置換の上、1935年版『ドイツ統計年鑑』を乱数表としてさらに加工した暗号が使用された。日本の官憲は、怪しい無線電波が送信されていることを把握していたが、クラウゼンが複数の拠点を転々としながら送信したために発信元を特定できず、また暗号も解読できなかった。
ゾルゲは1935年7月から9月まで、モスクワに戻った。これがゾルゲにとって最後の帰国となる。その後、ゾルゲがソ連への帰任を希望した電報が複数残されている（1939年1月20日付、同6月4日付）。しかし代わりの人員がいないという理由でゾルゲの希望は認められなかった。その一方、ソ連本国では上司だったベルジンらが粛清され、「帰れば粛清される」ことをゾルゲは察してもいた。同時期に日本で諜報活動を行っていたアイノ・クーシネンの回想では、1937年11月にゾルゲから彼女にソ連への帰国命令を伝えられた際に、ゾルゲは自分にも命令が出ているが組織維持のため今は帰れないと伝えるよう頼んだという。
1936年の二・二六事件の際にはドイツ大使館内にいたことが、大使館と戒厳司令部の連絡将校として館内に出入りしていた馬奈木敬信によって戦後証言されている。ゾルゲはこの事件を日本の対外政策と内部構成を理解する好機ととらえた。オットや大使のヘルベルト・フォン・ディルクセンにも協力を求めて情報収集に努め、事件を分析した報告書をドイツ外務省や所属先である赤軍第四本部、ドイツの雑誌に送っている（ドイツ外務省と雑誌では匿名）。これを契機に大使館側のゾルゲに対する信頼は向上した。なおドイツの雑誌に掲載された論文は、カール・ラデックがゾルゲの筆とは知らずに評価してソ連の新聞に転載した。ゾルゲはこれに抗議し、以後はこうした事態は避けられた。
馬奈木は陸軍の「ドイツ通」とされ、やはりドイツへの駐在経験のある山県有光・西郷従吾・武藤章らとともに、ゾルゲから手記で「陸軍省の情報源」として名を挙げられている。松崎昭一は、日中戦争の状況打開を狙ってドイツとの関係強化を図る陸軍側が、ドイツ大使館を通じて（ギブアンドテイクの形で）情報をゾルゲに与えていたのではないかと指摘している。
1936年11月にオットの補佐官として駐在武官のショル中佐が着任、第一次世界大戦で同じ戦闘に参加したこともあり、ゾルゲはショルとも親交を深めた。日中戦争（支那事変）が1937年に勃発すると、駐日ドイツ大使館ではオット（1938年4月に大使就任）がショル、ゾルゲとの3人で「支那事変に関する日本軍」という調査研究を始め、これにより収集された資料をゾルゲは撮影してソ連本国に送った。
一見順調な諜報活動だったが、ショルは1939年の始めに離任し、前記の研究会も不活発になった。ゾルゲは同年6月に送った報告で、「活動をつづける上での障害の増大」を訴え、その理由として駐日ドイツ大使館の増員によって新たな関係を作ることが困難になったこと、古くから残っている人物がオットのみとなった上にオットが大使に就任したことで個人的に面談・討議できる機会が激減したことを挙げている。ゾルゲは後の手記において、日本の軍事情報に関しては1939年 - 1940年頃を境に駐日ドイツ大使館よりも尾崎や宮城が収集してくる情報の方が価値が高くなったと記している。尾崎は1938年7月には第1次近衛内閣嘱託となる（1939年1月まで）とともに、近衛文麿のブレーンによる朝飯会のメンバーにも加えられていた。
日独の接近は、それが対ソ軍事同盟につながるのではないかという点で、ソ連の重大な関心事となった。1939年前半にゾルゲはこの動きに関する情報を複数本国に送り、イギリスとの関係悪化を避けたい日本が同盟締結に消極的で、ドイツも対英戦を対ソ戦より優先していると分析した。この後ソ連は同年8月に独ソ不可侵条約を締結、9月にドイツのポーランド侵攻によって第二次世界大戦が勃発する。
ヨーロッパで戦争が始まるとオットはゾルゲを大使館情報官に任命し、ゾルゲはドイツ大使館の公的な立場を手に入れた。ゾルゲはドイツ大使館と彼の諜報網の両方から日本の戦争継続能力、軍事計画などを入手できる立場となり、1940年9月27日の日独伊三国軍事同盟後にはより多くの情報が得られるようになった。

### ゾルゲへの疑い
一方、長い活動の間にゾルゲに対して行動や前歴を不審と感じる向きが出ていた。ヴァルター・シェレンベルク（当時国家保安本部海外情報部長）の回想『秘密機関長の手記』によると、シェレンベルクはドイツ通信社の総裁からゾルゲの調査を依頼された。その理由は、総裁がナチス党方面からゾルゲの「不可解な」政治的前歴の情報を伝えられたことだった。
シェレンベルクは、ゾルゲを共産主義者とは裏付けられなかったが不審な印象を拭えず、保安警察長官のラインハルト・ハイドリヒの意向で、駐日大使館付警察武官として1941年5月に赴任することになった国家保安本部のヨーゼフ・マイジンガーにゾルゲを監視する任務を与えた。しかしゾルゲはマイジンガーと酒席も通じて交友を結び、隙を見せなかった。

### 独ソ戦に関する諜報活動
1940年12月29日にゾルゲが送った報告では、ドイツが東部国境に80個師団を配備しているというドイツ軍人からの情報を伝え、ドイツ軍がハリコフ・モスクワ・レニングラードの線に沿って領土占領が可能だと記した。だが、この情報はソ連本国では疑問視された。
5月に入るとゾルゲはドイツの対ソ開戦の兆候があるという連絡を複数送り、さらにタイ王国への赴任の途中東京に立ち寄ったショル中佐から、「6月15日にドイツが対ソ開戦する」と伝えられ、6月1日付で送信した。しかし、この通信に対してもソ連では「疑わしい、挑発のための電報のリストに入れるよう」という書き込みがなされ、6月20日付で送った「オットが対ソ開戦不可避と述べた」という通信に対しても重要情報として扱われた形跡はない。ソ連侵攻作戦が開始されると、ソ連赤軍は緒戦で大敗した。
他のスパイの情報やイギリスからの通報も独ソ開戦を補強していたにもかかわらず、スターリンはこれらを無視した。その理由については、諜報機関の情報自体への不信、イギリスによる独ソ離間策という疑念、独露混血であるゾルゲに対する二重スパイ疑惑、赤軍への悪感情等が挙げられている。また、ソ連本国でゾルゲの通信の翻訳を担当したシロトキンには「日本のスパイ」という疑惑がかけられており、ゾルゲが所属した労農赤軍参謀本部第4局のコルガノフ少将は「シロトキンとゾルゲはスパイ」とする報告書を同年8月11日付で記していた。
独ソ開戦後、ソ連からゾルゲには、改めて日本政府の対ソ政策やソ連国境への軍隊の移動について情報を探る指示が出された。日本の対ソ開戦を恐れたためだった。外務大臣の松岡洋右が日ソ中立条約を破棄しても対ソ開戦すべきと主張したことはゾルゲにも伝わったが、ゾルゲは日本の関心は南方だとしてこれを疑問視した。日本政府や軍部の多くは、ソ連への侵攻には消極的ではあったものの、まだ流動的であった。
諜報団は諜報活動以外の宣伝や謀略を禁じられていたが、ゾルゲはドイツ大使館で日本の対ソ開戦は期待できないという意見を説いて回り、尾崎は「朝飯会」でソ連は崩壊せず日本がソ連に開戦するのは無意味だと主張した。もっともこれらの効果については両人とも限定的なものだったと後の訊問調書で述べている。
7月2日の御前会議決定（情勢ノ推移ニ伴フ帝国国策要綱）では、南進 を主眼としつつ、独ソ戦の形勢が日本に有利になれば参戦できるよう準備をする という「両構え」の方針となる。ゾルゲはオットと尾崎の両方からこの決定を入手する。尾崎は、日本軍の矛先が南北いずれに向かうのかを政権中枢に近い筋から探った（西園寺公一や田中慎次郎が主な情報源だった）。ゾルゲは、対ソ戦準備を重視するオットの見解ではなく、南進が主眼だとする尾崎の分析を採用して、7月10日に本国に送った。
さらに、8月以降、日本の対ソ開戦の可能性が低下したことがオットや尾崎の情報によって確認され、ゾルゲは9月14日に送った報告で「オット大使の意見によると、日本の対ソビエト攻撃は今ではもはや問題外であり、日本が攻撃可能なのは、ソビエトが極東から軍隊を大規模に移動させた場合にだけだろう」と記した。このゾルゲの情報に加え、内務人民委員部（NKVD）のセルゲイ・トルストイらによる日本の外交暗号電報（パープル暗号）の傍受解読情報、さらに日本政府内の協力者「エコノミスト」（コードネーム）の情報によって日本の対ソ開戦が低いことを確認したソ連は、ソ満国境に配備された部隊の一部を抽出してヨーロッパ方面へ移動させ、モスクワ前面の攻防戦でドイツ軍を押し返すことに成功した。
1941年10月4日付の最後の諜報報告に対し、ソ連本国からは「皆さんの実りある仕事に感謝する。あなたとあなたのグループの東京での協力は円満に終ったものと考える」との返信がなされた。

### 逮捕と処刑
特別高等警察（特高）はアメリカ共産党員である宮城やその周辺に内偵をかけていた。宮城や、同じアメリカ共産党員で1939年に帰国した北林トモなどがその対象であった。満州の憲兵隊からソ連が押収してロシア国内で保管されていた内務省警保局の『特高捜査員褒賞上申書』には、ゾルゲ事件の捜査開始は「1940年6月27日」であったと記されている。
前出のマイジンガーは、密かに内偵していた憲兵隊に「信頼できる人物である」と身分保証してゾルゲに対する尾行を中止するように依頼している。マイジンガーからゾルゲの調査依頼を受けた警視庁特高部外事課も1941年夏にゾルゲを内偵したが、怪しい点を見つけることはできなかった。
これらにかかわらず、特高は外国の新聞の特派員に対する通常の任務の一環として、その後もゾルゲに対する尾行や調査を続け、これがゾルゲ事件の摘発につながることとなる。
1941年9月27日 の北林を皮切りに事件関係者が順次拘束・逮捕された。北林の供述から10月10日に宮城が、10月中旬に尾崎が逮捕される（ゾルゲ事件）。
ゾルゲは宮城や尾崎と連絡が取れなくなったことに不安を抱き、10月17日の夜、自宅にクラウゼンとヴーケリッチが集まった際にもそれを口にした。ヴーケリッチの訊問調書によるとこの夜ゾルゲとクラウゼンはドイツに帰国する意思を示し、ゾルゲは本国にその可否を本国の本部に尋ねる電文の原稿も作成していた。だが、翌10月18日朝にゾルゲは自宅で特高外事課と検察によって逮捕された。ヴーケリッチとクラウゼンも同日逮捕されている。
これに対し、ゾルゲをナチス党員の記者だと信じ込んでいたオット大使やマイジンガーなどが外務省に対して正式に抗議をおこなったほか、ナチス党東京支部、在日ドイツ人特派員一同もゾルゲの逮捕容疑が不当なものであると抗議する声明文を出した。さらにマイジンガーは、ゾルゲの逮捕後にベルリンの国家保安本部に対して「日本当局によるゾルゲに対する嫌疑は、全く信用するに値しない」と報告している。
逮捕されたゾルゲは当初特高外事課の警部補だった大橋秀雄によって取り調べを受けた。ゾルゲは当初は容疑を否認し、ナチス党員・大使館嘱託で新聞記者であると主張して、検挙が日独関係を害すると訴えた。だが、大橋が逮捕後の家宅捜索で押収したソ連への離日申請原稿や、クラウゼンの自供で発見された通信機の存在をゾルゲに告げると、ゾルゲは自らが「単なる新聞記者ではない」ことを自供した。翌日（逮捕から一週間後の10月25日）、ゾルゲは大橋や検事の吉河光貞に対して自分がスパイであるとついに白状し「今までどこにも負けなかったけれど、今度はじめて日本の警察に負けた」と付け加えた。
オット大使の命を受けて外務省と折衝した大使館員のエーリヒ・コルトは、「ゾルゲはソ連のスパイ」と知らされ、オットとコルトは巣鴨拘置所の所長室でゾルゲに面会する。その際ゾルゲはオットに「私はあなたにさよならを言います。奥さんやお嬢さんによろしく」とだけ述べ、沈黙したオットを残してゾルゲは退出した。
ゾルゲは警察や検察の取り調べに対して自らの所属を明確にせず、訊問調書には「モスコウ中央部」（文献によっては「モスコーセンター」）と記されている。これについて取り調べを担当した大橋秀雄は「『国際共産党のために働いた』と言わせる目的で、ゾルゲと相談して作った架空の組織である」と戦後に証言している。日本側には治安維持法で検挙するという事情があった。ところがゾルゲは公判段階に入ると労農赤軍に所属していたことを認め、「モスコウ中央部」としたのは自らの策略と述べ、その理由として憲兵への引き渡しの回避、ソ連における複雑な組織が理解されづらいと考えたことなどを挙げている。
ゾルゲら20名は1942年に国防保安法、治安維持法違反などにより起訴され、一審によって刑が確定し、ゾルゲの死刑判決が下された。同じく死刑が決まった尾崎とともに巣鴨拘置所に拘留され、1944年11月7日のロシア革命記念日に巣鴨拘置所で死刑が執行された。ゾルゲの死刑執行に立ち会った市島成一東京拘置所所長 は、「ゾルゲは死刑執行の前に、『世界の共産党万歳』と一言、そういって刑に服した。従容としておりました」と証言している。
処刑後のゾルゲの遺体は、引き取り手がない無縁仏として、巣鴨拘置所に近い雑司が谷霊園の共同墓地に埋葬された。戦後、ゾルゲの処刑と埋葬を知った石井花子（詳細は後述）の奔走により1949年11月16日にゾルゲの遺体（白骨化していた）は発掘されて火葬され、約1年後の1950年11月8日に石井の手により東京都郊外の多磨霊園に埋葬された。当初は墓碑がなく、「尾崎・ゾルゲ事件犠牲者救援会」と石井花子の手により墓碑が建立されたのは、1956年11月である。

## ソ連邦英雄

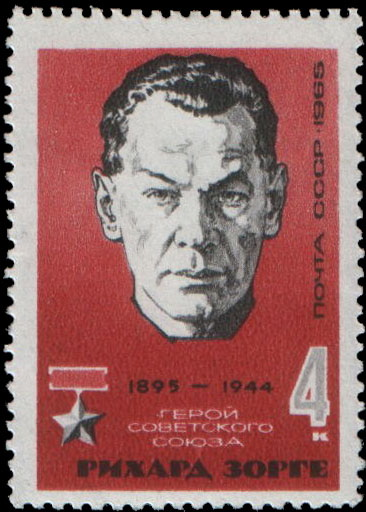
ゾルゲを顕彰したソ連の切手（1965年）

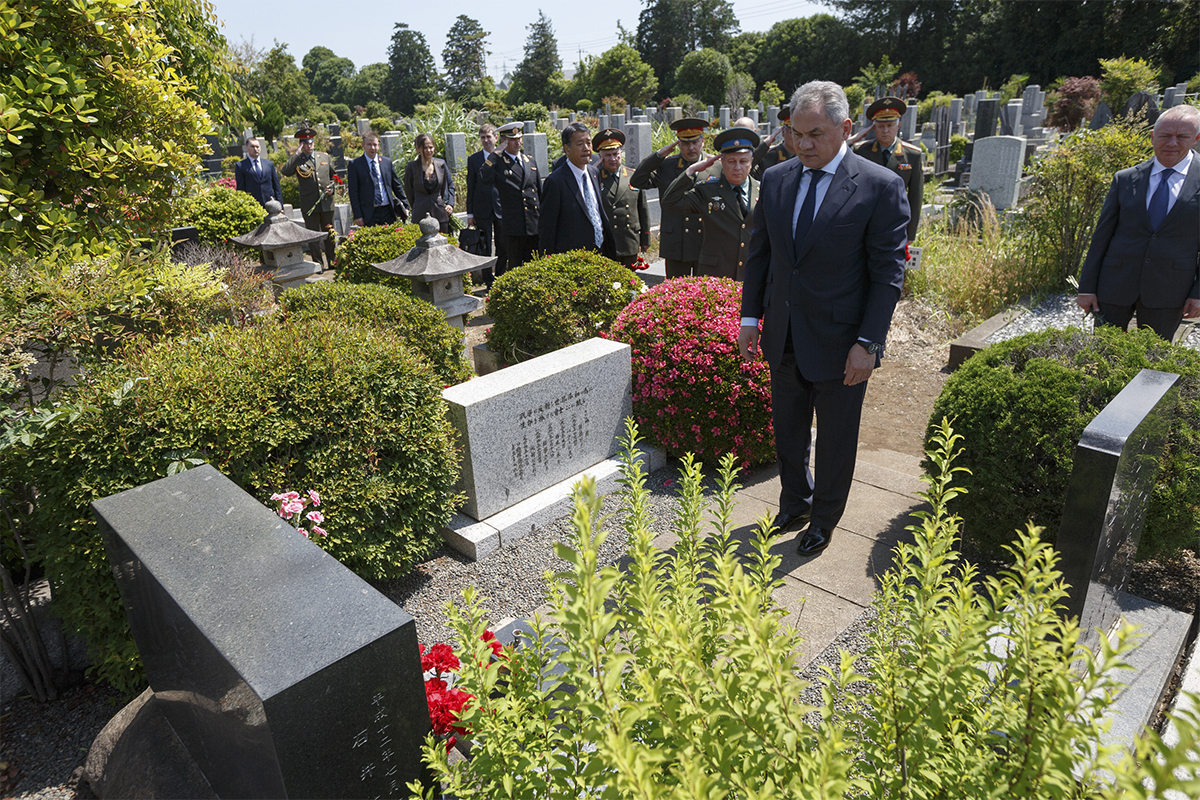
来日したショイグ国防相 とロシア連邦軍 将官による墓参

ゾルゲは日本の警察に対してソ連のスパイであることを自白してしまったものの、当時日本との間で日ソ中立条約を結んでいたソ連政府は、日本との関係の悪化を恐れたこと、ゾルゲの上司だったヤン・ベルジンが大粛清によって1938年に処刑されていたこと、ドイツとの二重スパイを疑ったことからゾルゲが自国のスパイであることを否定した。日本側からゾルゲと日本の将官との交換釈放を持ちかけられた際にGRUのイリショフ大将が無視したという指摘がある。
このときに陸軍次官であった富永恭次によれば、日本側はゾルゲと日本人捕虜の交換を何度もソ連大使館に要求しているが、ソ連側はその都度「リヒャルト・ゾルゲという人物は知らない」と回答しゾルゲを見捨てたとされる。富永は、大使館付の武官補佐官として、ヨーロッパ方面にいる白系ロシア人支援のためフランスに派遣されたり、関東軍の参謀時代にも対ロシア諜報や謀略に携わり、参謀本部の作戦部長のときには対ソ連攻撃計画関東軍特別演習にも深く関与するなど、対ソビエト連邦への謀略の最前線にいることが多かったため、戦後に満州で捕虜となると6年もの長きに渡って尋問を受けていたが、モスクワ近郊の『ダーチャ』と呼ばれていた監獄で一緒に尋問を受けていたソ連のスパイ組織「赤いオーケストラ」のレオポルド・トレッペルにゾルゲの話をしている。トレッペルは富永の話を聞くと、足手まといとなるゾルゲを助けるよりは、そのまま処刑された方がいいという判断をソ連中央が下し、その判断は自分たち「赤いオーケストラ」やヤン・ベルジンと同じように、ゾルゲが二重スパイだという嫌疑をかけられていたからであったと推測している。このように、いわば見殺しにされる形で見捨てられ、戦後もソ連の諜報史からゾルゲの存在は消し去られていた。
1961年、映画『スパイ・ゾルゲ/真珠湾前夜』が日仏合作で作成され、スターリン批判をおこなった指導者のニキータ・フルシチョフの判断でモスクワで封切りされたのをきっかけに再評価される。フルシチョフはゾルゲの資料を収集する指示を出し、情報総局に設置された委員会によって文書やオーラルヒストリーの調査がおこなわれた。1964年9月5日、ソ連共産党機関紙プラウダに初めてゾルゲの記事が掲載される。同年11月5日にゾルゲに「ソ連邦英雄」の称号が贈られた。ゾルゲの生まれたバクーの町にゾルゲの銅像が建つなど顕彰が進んだ。
以後、ゾルゲは「ソ連と日独の戦争を防ぐために尽くした英雄」として尊敬され、ソ連の駐日特命全権大使が日本へ赴任した際には多磨霊園にあるゾルゲの墓に参るのが慣行となっていた。ソ連崩壊後もロシア駐日大使がこれを踏襲している。また、ロシア連邦大統領であるウラジーミル・プーチンはフランスが製作したゾルゲの映画 を少年時代に見てKGBのスパイを志したとされる。2020年、駐日ロシア大使館がゾルゲの墓所の使用権を取得したと報じられた。
2022年1月26日、ロシアセルゲイ・ラブロフ外相はゾルゲの遺骨をサハリン州南部（南樺太）やクリール諸島南部（千島列島南部、北方領土）に改葬する構想を表明し日本側と協議していると発表した。しかし、日本側の松野博一官房長官は翌日の記者会見でこのような提案は受けていないとした。
東ドイツ陸軍の第1自動車化狙撃兵師団に属する第1捜索大隊（偵察部隊）は、名誉称号としてリヒャルト・ゾルゲの名を冠していた（Aufklärungsbatallion 1 "Dr. Richard Sorge"）。また同じく東ドイツの国家保安省（MfS）は功労章として、「リヒャルト・ゾルゲ・メダル（Dr.-Richard-Sorge-Medaille）」を制定していた。

## GHQの調査
第二次世界大戦後の日本に、連合国軍最高司令官総司令部の参謀第2部の責任者として駐在したアメリカ陸軍のチャールズ・ウィロビーは、ゾルゲ事件に注目し、大掛かりかつ綿密な調査をおこなった。その中で保釈されたクラウゼンも後を追われ、翌年にソ連からの手助けを受けて日本を離れることになった。
ただし、実際にはクラウゼン夫妻が日本でアメリカ陸軍情報部（MIS）から尋問を受けたことが、21世紀になって公開されたアメリカ国立公文書記録管理局所蔵資料に記録されている。

## 人物

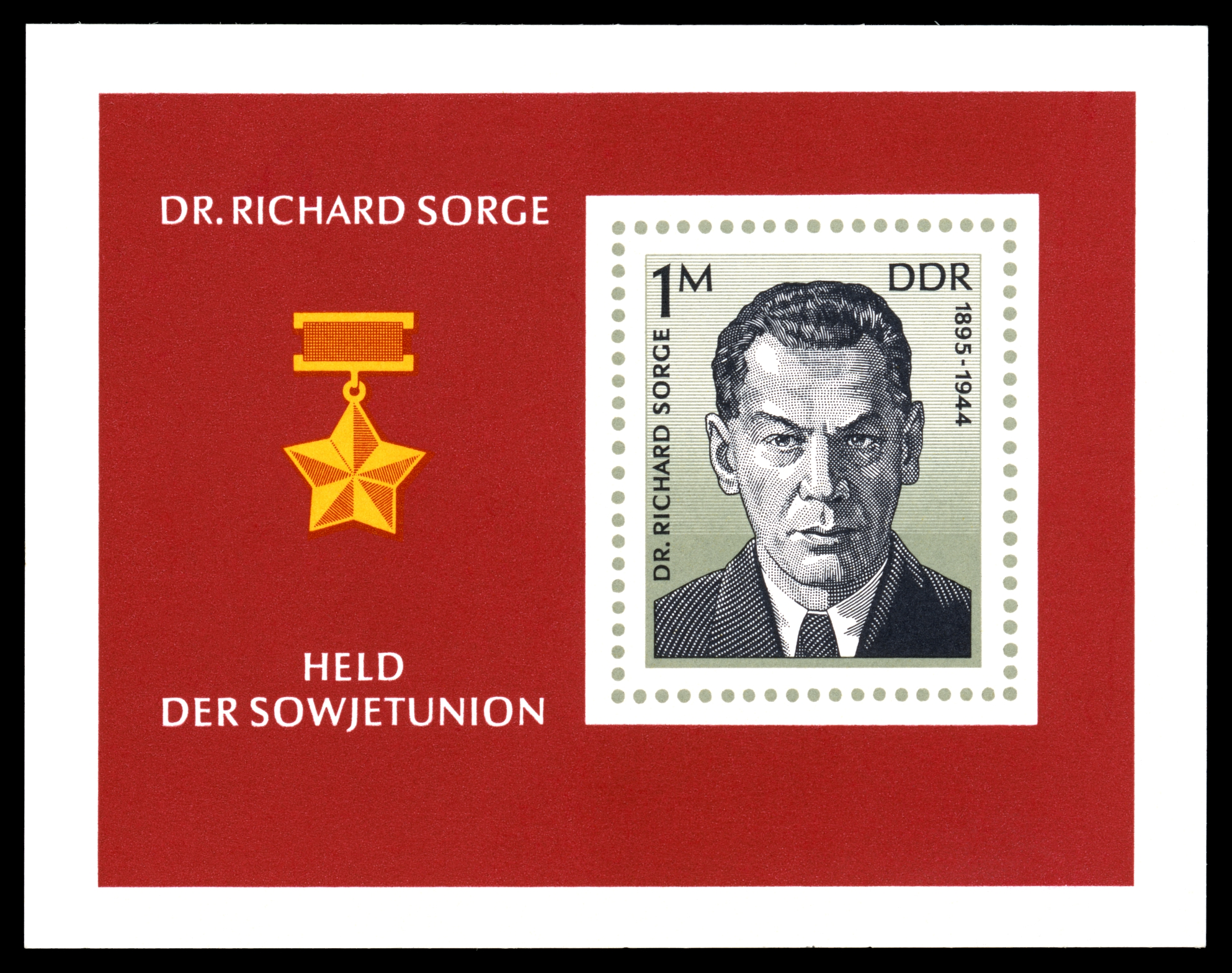
ゾルゲの功績を称えて発行された東ドイツの切手。左下には「ソ連邦英雄」の称号が書かれている。

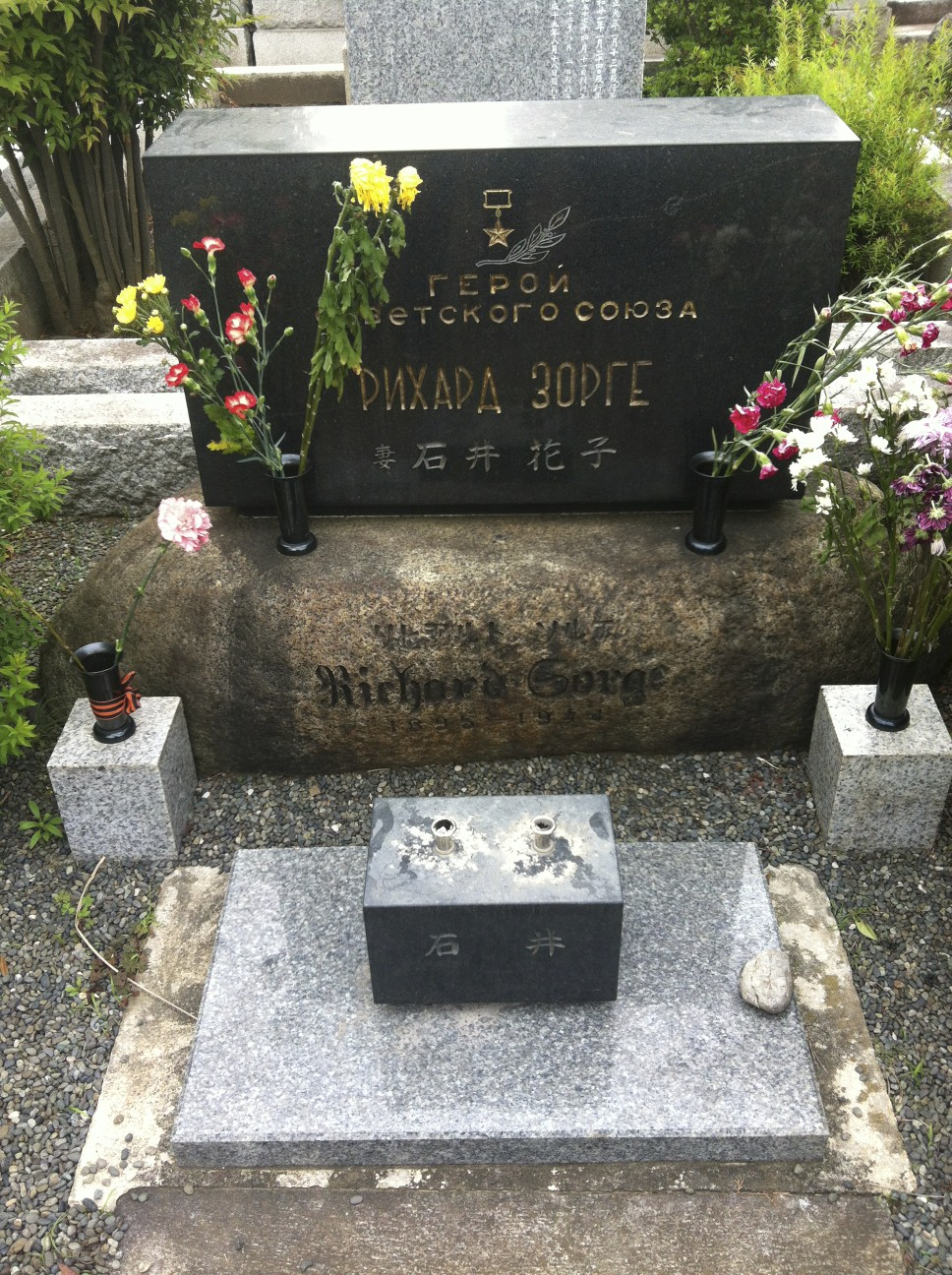
多磨霊園にあるゾルゲの墓。『ソ連邦英雄』とロシア語で刻まれている。

### 家族
生涯に2度結婚している。最初の妻であるクリスティアーネとはドイツ時代に結婚していた。
2度目の妻であるエカテリーナとは1933年に結婚した。エカテリーナは工場労働者だったが、ゾルゲらドイツ人にロシア語を教えていた。結婚から数カ月後にゾルゲは諜報活動のため極東に旅立ち、結婚生活は数カ月だった。ゾルゲは日本からエカテリーナに手紙を送り、そのうち12通がKGBに保管されていた。エカテリーナはゾルゲの子を宿すも、水銀中毒により流産する。さらに1942年9月にはスパイ容疑で逮捕され、1943年3月にクラスノヤルスクに流刑となり、同年7月同地で脳内出血により死去した。この死去はゾルゲには知らされなかった。エカテリーナは取り調べに対して、ゾルゲとの手紙のやりとりは1938年までだったと述べており、KGBに残っていた1938年2月のゾルゲの手紙には「必ず帰る」という言葉が綴られていた。
来日後に東京・銀座のドイツ料理店「ラインゴールド」でウェイトレスをしていた石井花子と知り合い、1935年から逮捕直前の1941年まで深い関係を持った。石井とは正式な結婚はしなかった。しかし死後石井によって建てられ、現在石井とゾルゲが眠る多磨霊園の墓には「妻石井花子」と彫られている。ゾルゲは日本で雇っていた家政婦には「一度も結婚したことがない」と話しており、石井もゾルゲは（正式な結婚をしていないという意味で）独身であると考えていた。
石井のほかにも複数の女性と関係があったとされ、その一人（日本人）との間に娘がいたとの情報もあるが真偽は確認されていない。

### その他
日本滞在中の1938年5月、夜間のオートバイ運転中に交通事故を起こして負傷、聖路加病院で入院生活を送った。この負傷により多くの歯を失い、以降総入れ歯状態となった。
石井花子によると、ゾルゲは第一次世界大戦の従軍時に大腿骨を骨折し、その後遺症で左右で脚の長さが違ったという。
アヴァス通信社東京支局長で、ヴーケリッチの上司でもあったロベール・ギランは、英仏がドイツに宣戦を布告した直後の1941年9月4日、ゾルゲと偶然遭遇した際にドイツが再びフランスと戦争を始めた憤懣をぶつけたところ、ゾルゲはギランを食事に誘い、その席で戦争を嫌い憎むこと、自らが平和主義者であることを苦悩した姿で述べた。ゾルゲをナチス党員だと思っていたギランはそれを意外な思いで聞いたという。

## 著書・回想
- 「ゾンテル」名義 著、不破倫三[注釈 24] 訳『新帝国主義論』叢文閣、1929年5月14日。NDLJP:10298793。
- 外務省編『ゾルゲの獄中手記』山手書房新社、1990年9月、ISBN 4841300163
- 『二つの危機と政治 1930年代の日本と20年代のドイツ』勝部元ほか訳、御茶の水書房、1994年11月、ISBN 4275015673
  - 著作目録、略年譜: pp367 - 383／重要参考文献
- 『ゾルゲ事件 獄中手記』岩波現代文庫、小尾俊人 解題、2003年5月、ISBN 4006030770
- みすず書房編集部編『ゾルゲの見た日本』みすず書房、2003年6月、新版2017年、ISBN 4622086336
- アンドレイ・フェシュン編『ゾルゲ・ファイル1941－1945　赤軍情報本部機密文書』
  - 名越健郎・名越陽子訳、「新資料が語るゾルゲ事件1」みすず書房、2022年、ISBN 4622095149

以下は回想
- 石井花子『人間ゾルゲ』角川文庫、2003年4月[注釈 25]。のち電子書籍化
- ロベール・ギラン『ゾルゲの時代』三保元訳、中央公論社、1980年

## 関連作品

### 小説
- 伴野朗『ゾルゲの遺言』角川文庫ほか
- モルガン・スポルテス『ゾルゲ　破滅のフーガ』吉田恒雄訳、岩波書店、2005年。ISBN 4000237101
- 太田尚樹『赤い諜報員 ゾルゲ、尾崎秀実、そしてスメドレー』講談社、2007年

※研究書については「ゾルゲ事件」の項目を参照。

### 映画
- 『愛は降る星のかなたに』（1956年、日活／監督：斎藤武市／出演：森雅之、山根寿子、浅丘ルリ子、ロバート・H・ブース）
- 『スパイ・ゾルゲ/真珠湾前夜』（1961年、フランス・日本合作／監督：イヴ・シャンピ／出演：トーマス・ホルツマン、岸惠子）
- 『スパイ・ゾルゲ』（2003年、日本／監督：篠田正浩／出演：イアン・グレン、本木雅弘）

### テレビドラマ
- 『山河燃ゆ』（NHK大河ドラマ、1984年放送　出演：ロジャー・アレン）
- 『スパイを愛した女たち リヒャルト・ゾルゲ（ロシア語版）』（ロシアのテレビドラマ、2017年撮影、2019年放映　出演：アレクサンドル・ドモガロフ、中丸シオン）
  - 日本では2023年に映画で公開[107]。

### ドキュメンタリー
- 『NHK特集「戒厳指令「交信ヲ傍受セヨ」』（1979年、NHK製作）、担当者は中田整一
- 『歴史への招待 ゾルゲ国際諜報団逮捕 昭和16年』[108]（1981年、NHK製作）
- 『プライム10  現代史スクープドキュメント　国際スパイ・ゾルゲ　秘密指令御前会議の決定を探れ』 - NHK放送史（1991年10月、NHK製作）

前・後編で放送、山崎努がゾルゲ役で朗読。後に『国際スパイ ゾルゲの真実』（1992年、角川書店）が刊行
- 『ETV特集　私のゾルゲ事件』全2回（1998年、NHK製作）
- 『その時歴史が動いた』「ゾルゲ・最後の暗号電報・新資料が明かす国際スパイ事件の真相」（2003年、NHK製作）
- 『KGB シークレット・ファイルズ：スパイ・ゾルゲ 裏切りの特派員』（2005年、ロシア国営テレビ）
- 『わが心の「スパイ・ゾルゲ」 妻・岩下志麻が見た 監督・篠田正浩』（2003年、アスミック）

### コミックス
- 手塚治虫『アドルフに告ぐ』第4巻：第21章 - 第25章（文藝春秋、1985年）
- 「スパイ・ゾルゲ：最後の暗号電報」虎影誠画 - 『その時歴史が動いた コミックス版 昭和史 戦争への道編』（集英社、2007年6月）収録、ISBN 9784834273847